# La buona figliuola maritata
La buona figliuola maritata és una òpera en tres actes composta per Niccolò Piccinni sobre un llibret italià de Carlo Goldoni. S'estrenà al Teatro Formagliari de Bolonya el maig de 1761.
A Catalunya s'estrenà l'octubre de 1763 al Teatre de la Santa Creu de Barcelona. És la segona part de La buona figliuola que Piccinni s'havia apressat a compondre després de l'èxit de la primera.